# Streepkopboomjager
De streepkopboomjager (Thripadectes virgaticeps) is een zangvogel uit de familie Furnariidae (ovenvogels).

## Verspreiding en leefgebied
Deze soort komt voor van noordelijk Venezuela tot noordelijk Ecuador en telt zes ondersoorten:
- T. v. klagesi: noordelijk Venezuela.
- T. v. tachirensis: westelijk Venezuela.
- T. v. magdalenae: noordwestelijk en centraal Colombia.
- T. v. sclateri: zuidwestelijk Colombia.
- T. v. virgaticeps: noordwestelijk Ecuador.
- T. v. sumaco: oostelijk Ecuador.

## Status
De grootte van de populatie is niet gekwantificeerd maar de soort wordt omschreven als schaars tot vrij algemeen. Op de Rode lijst van de IUCN heeft deze soort de status niet bedreigd.